# غاريت لوف
غاريت لوف (بالإنجليزية: Garrett Love)‏ هو سياسي أمريكي، ولد في 1988 في مونتيزوما في الولايات المتحدة. حزبياً، نشط في الحزب الجمهوري. وقد انتخب عضو مجلس ولاية كانساس.